# Castle Pines
Castle Pines est une municipalité américaine située dans le comté de Douglas dans le Colorado.

## Géographie
Selon le Bureau du recensement des États-Unis, la municipalité s'étend en 2010 sur une superficie de 9,01 milles carrés (23,34 km2).

## Histoire
La ville devient une municipalité en 2008, sous le nom de Castle Pines North. Elle adopte son nom actuel par référendum (à 75 % des voix) en novembre 2010.

## Démographie
Selon le recensement de 2010, Castle Pines compte 10 360 habitants. La ville ne connait aucune augmentation de sa population entre 2010 et 2015, contrairement à l'agglomération de Denver. The Canyons, un projet d'extension de la ville vers l'est, est lancé en 2015. Porté par Shea Homes Colorado, il prévoit la construction de 2 000 logements. D'autres projets d'extension suivent.
La population de Castle Pines est estimée à 10 284 habitants au 1er juillet 2016.
| Groupe                           | Castle Pines | Colorado | États-Unis |
| -------------------------------- | ------------ | -------- | ---------- |
| Blancs                           | 92,4         | 87,5     | 76,9       |
| Asiatiques                       | 3,3          | 3,3      | 5,7        |
| Métis                            | 2,8          | 3,0      | 2,6        |
| Afro-Américains                  | 1,0          | 4,5      | 13,3       |
| Amérindiens                      | 0,2          | 1,6      | 1,3        |
|                                  |              |          |            |
| Hispaniques et Latino-Américains | 5,9          | 21,3     | 17,8       |

Le revenu par habitant était en moyenne de 62 070 dollars par an entre 2012 et 2016, largement supérieur à la moyenne du Colorado (33 230 dollars) et à la moyenne nationale (29 829 dollars). Sur cette même période, seuls 1,6 % des habitants de Castle Pines vivaient sous le seuil de pauvreté (contre 11,0 % dans l'État et 12,7 % à l'échelle des États-Unis).
| 2010   | - | - | - | - | - |
| ------ | - | - | - | - | - |
| 10 360 | - | - | - | - | - |